# Batalha de Tolosa (721)
A batalha de Tolosa foi uma batalha entre católicos e muçulmanos. Desenrola-se a 9 de junho de 721, com a vitória do ducado da Aquitânia sobre o Califado omíada. Essa vitória permite romper o cerco de Tolosa e, em consequência, as campanhas omíadas no Oeste europeu ficarão paradas durante mais de uma década.
Os historiadores disputam se a Batalha de Covadonga tenha se dado após esta batalha ou antes, em 718. De todo o modo, a Batalha de Tolosa é um dos primeiros confrontos entre a civilização católica e a civilização árabe, e se tornou símbolo da resistência cristã à empreitada islâmica de conquistar a Europa no fenômeno da Invasão muçulmana da Península Ibérica, evidenciando um grande herói que freou a conquista maometana no continente europeu: Odão da Aquitânia. Ao lado de Carlos Martel, na imortal Batalha de Poitiers (732) e Pelágio das Astúrias, na Batalha de Covadonga, Odão é símbolo do herói cavaleiro católico medieval. Embora Otão tenha perdido a Batalha do Rio Garona em 732, sua aliança com Carlos Martel culmina na salvação da Europa cristã em 10 de outubro de 732.